# Schimanski
Schimanski ou Commissaire Schimanski ou Sur les lieux du crime : Schimanski ou Un commissaire enquête ou Le Retour de Schimanski ou L'Inspecteur Schimanski (Horst Schimanski) est une série télévisée allemande créée par Bernd Schwamm et Martin Gies et diffusée entre le 28 juin 1981 sur le réseau ARD.
En France, la série a été diffusée à partir du 10 janvier 1990 sur La Cinq. Rediffusion d'un épisode le 31 juillet 1993 sur France 2. Rediffusion du 19 janvier 1994 au 20 août 1997 sur M6. Enfin du 7 juillet 2000 au 19 juillet 2004 sur France 2.

## Synopsis
Cette série met en scène les enquêtes policières de Horst Schimanski dans la ville de Duisbourg. Plutôt crasseux, mal habillé, grossier, peu respectueux des règlements, il est l'anti Derrick !

## Distribution
- Götz George (VF : Pascal Renwick) : Horst Schimanski
- Eberhard Feik (de) : Christian Thanner
- Ulrich Matschoss (de) : Karl Königsberg
- Camilla Renschke : Andrea (épisode 5 Rattennest)

## Historique
Cette série qui réunissait pas moins d'une quinzaine de millions de téléspectateurs en Allemagne a été arrêtée en 1991. Deux films ont été tournés, et la série a changé de nom (elle ne s'intègre désormais plus dans le cadre des Tatort) pour renaître en 1997, avec toujours autant de succès.

### Schimanski dansTatort(1981-1991; 29 épisodes)
1. Duisbourg-Ruhrort (#126, 1981)
2. Frontaliers (Grenzgänger) (#131, 1981)
3. L'ennemi invisible (Der unsichtbare Gegner) (#134, 1982)
4. La jeune fille à l'escalier (Das Mädchen auf der Treppe) (#138, 1982)
5. Peluches (Kuscheltiere) (#143, 1982)
6. Miriam (Miriam) (#146, 1983)
7. Sillage (Kielwasser) (#156, 1984)
8. Deux sangs (Zweierlei Blut) (#159, 1984)
9. Sans facture (Rechnung ohne Wirt) (#164, 1984)
10. Double jeu (Doppelspiel) (#167, 1985)
11. La maison de la forêt (Das Haus im Wald) (#171, 1985)
12. Haut les mains[7] ! (Der Tausch) (#180, 1986) diffusé le 4 avril 1992[8] sur La Cinq
13. Noir week-end (Schwarzes Wochenende) (#184, 1986)
14. Mon pote le brigand[9] Freunde) (#188, 1986) diffusé le 11 avril 1992[10] sur La Cinq
15. Trouble fête (Spielverderber) (#194, 1987) diffusé le 21 mars 1992[11] sur La Cinq
16. Dent pour dent (Zahn um Zahn) (#200, 1987)
17. Petites fleurs coupées[12] (Gebrochene Blüten) (#205, 1988) diffusé le 10 janvier 1992[2] sur La Cinq
18. L'isolement (Einzelhaft) (#209, 1988)
19. Moltke (Moltke) (#214, 1988)
20. Le pot (Der Pott) (#217, 1989)
21. Trainée de sang (Blutspur) (#222, 1989)
22. Le silence de Katja (Katjas Schweigen) (#225, 1989)
23. Médecins (Medizinmänner) (#230, 1990)
24. Zabou (Zabou) (#232, 1990)
25. L'arme de Schimanski (Schimanskis Waffe) (#234, 1990) diffusé le 7 janvier 1991[13] et le diffusé le 28 mars 1992[14] sur La Cinq
26. Sous frères (Unter Brüdern) (#235, 1990)
27. Jusqu'au cou dans le fumier (Bis zum Hals im Dreck) (#244, 1991)
28. Un cher monsieur (Kinderlieb) (#250, 1991)
29. Le cas de Schimanski (Der Fall Schimanski) (#252, 1991)

### Schimanski (1997-2013)
1. titre français inconnu (Die Schwadron) (1997)
2. titre français inconnu (Blutsbrüder) (1997)
3. titre français inconnu (Hart am Limit) (1997)
4. titre français inconnu (Muttertag) (1998)
5. titre français inconnu (Rattennest) (1998)
6. titre français inconnu (Geschwister) (1998)
7. titre français inconnu (Sehnsucht) (1999)
8. titre français inconnu (Tödliche Liebe) (2000)
9. titre français inconnu (Schimanski muss leiden) (2000)
10. titre français inconnu (Kinder der Hölle) (2001)
11. titre français inconnu (Asyl) (2002)
12. titre français inconnu (Das Geheimnis des Golem) (2004)
13. titre français inconnu (Sünde) (2005)
14. titre français inconnu (Tod in der Siedlung) (2007)
15. titre français inconnu (Schicht im Schach) (2008)
16. titre français inconnu (Schuld und Sühne) (2011)
17. titre français inconnu (Loverboy) (2013)